# Сондерсдорф
Сондерсдо́рф (фр. Sondersdorf) — коммуна на северо-востоке Франции в регионе Гранд-Эст (бывший Эльзас — Шампань — Арденны — Лотарингия), департамент Верхний Рейн, округ Альткирш, кантон Альткирш. До марта 2015 года коммуна административно входила в состав упразднённого кантона Феррет (округ Альткирш).
Площадь коммуны — 8,44 км², население — 342 человека (2006) с тенденцией к стабилизации: 347 человек (2012), плотность населения — 41,1 чел/км².

## Население
Численность населения коммуны в 2011 году составляла 349 человек, а в 2012 году — 347 человек.
| 1962 | 1968 | 1975 | 1982 | 1990 | 1999 | 2004 | 2006 | 2008 | 2009 | 2011 | 2012 |
| ---- | ---- | ---- | ---- | ---- | ---- | ---- | ---- | ---- | ---- | ---- | ---- |
| 312  | 297  | 296  | 307  | 300  | 317  | 344  | 342  | 347  | 349  | 349  | 347  |

Динамика населения:

## Экономика
В 2010 году из 239 человек трудоспособного возраста (от 15 до 64 лет) 177 были экономически активными, 62 — неактивными (показатель активности 74,1 %, в 1999 году — 68,8 %). Из 177 активных трудоспособных жителей работали 168 человек (95 мужчин и 73 женщины), 9 числились безработными (четверо мужчин и 5 женщин). Среди 62 трудоспособных неактивных граждан 25 были учениками либо студентами, 11 — пенсионерами, а ещё 26 — были неактивны в силу других причин.
На протяжении 2011 года в коммуне числилось 132 облагаемых налогом домохозяйства, в которых проживало 348 человек. При этом медиана доходов составила 27557 евро на одного налогоплательщика.

## Достопримечательности (фотогалерея)

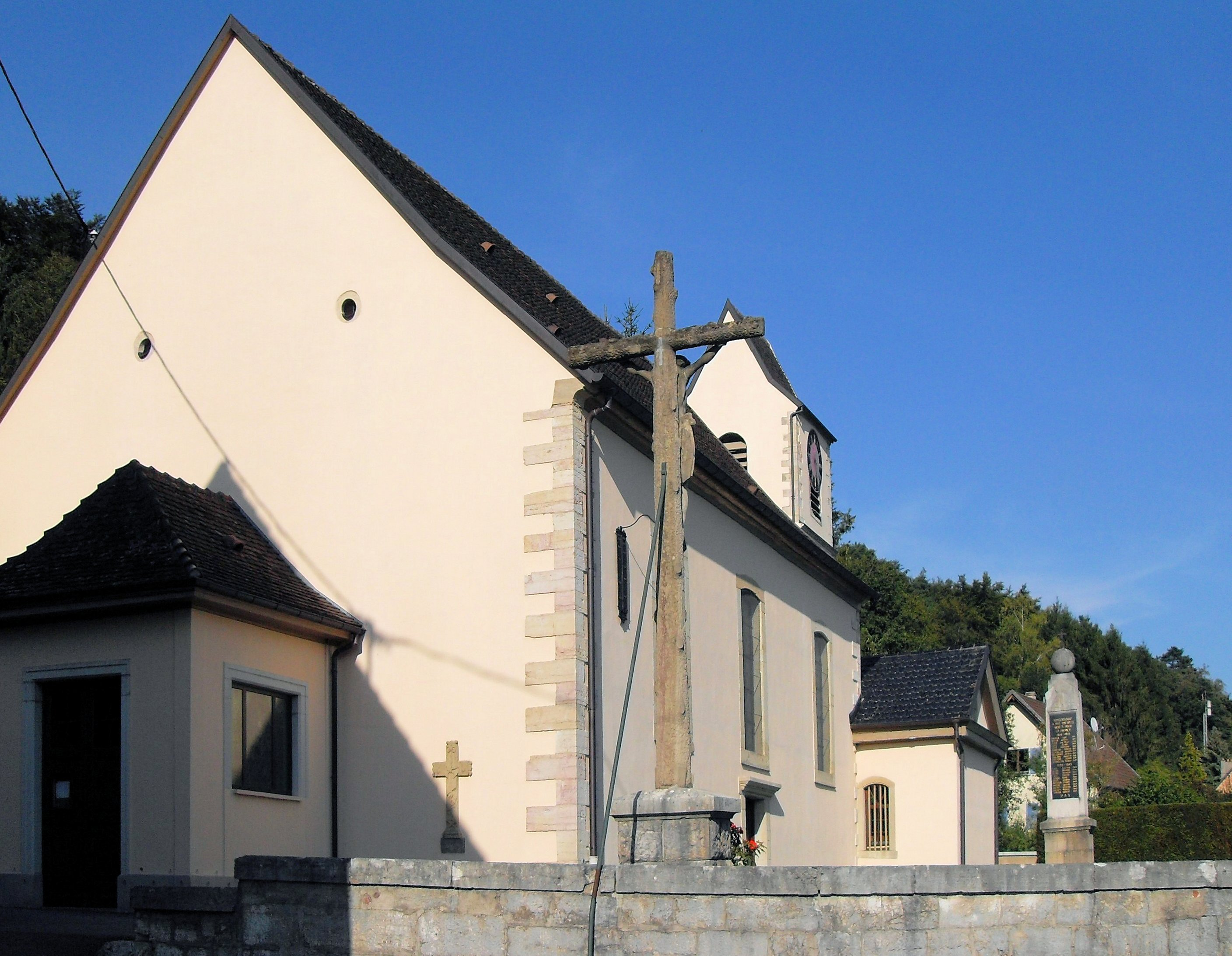
Церковь Сен-Мартен
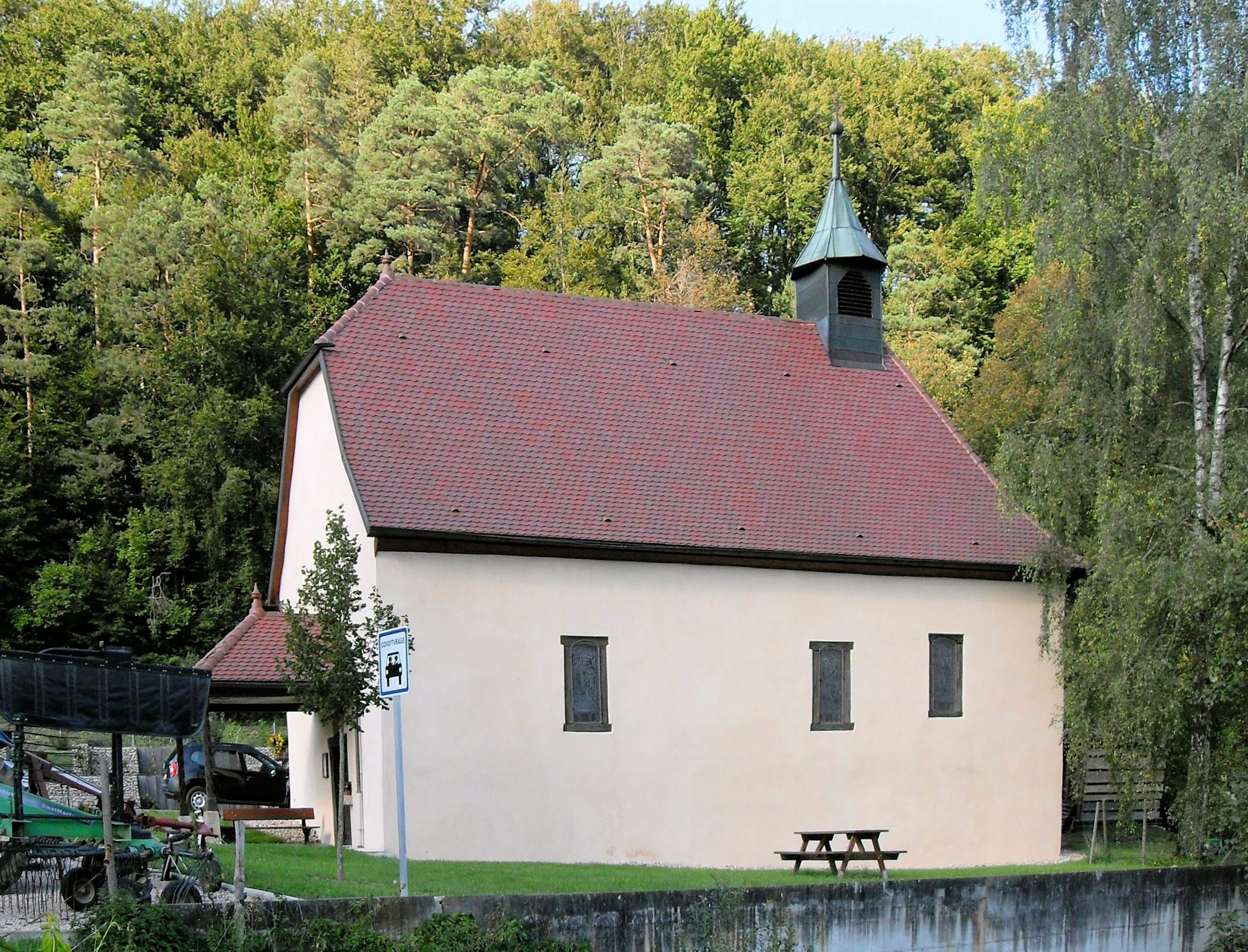
Часовня
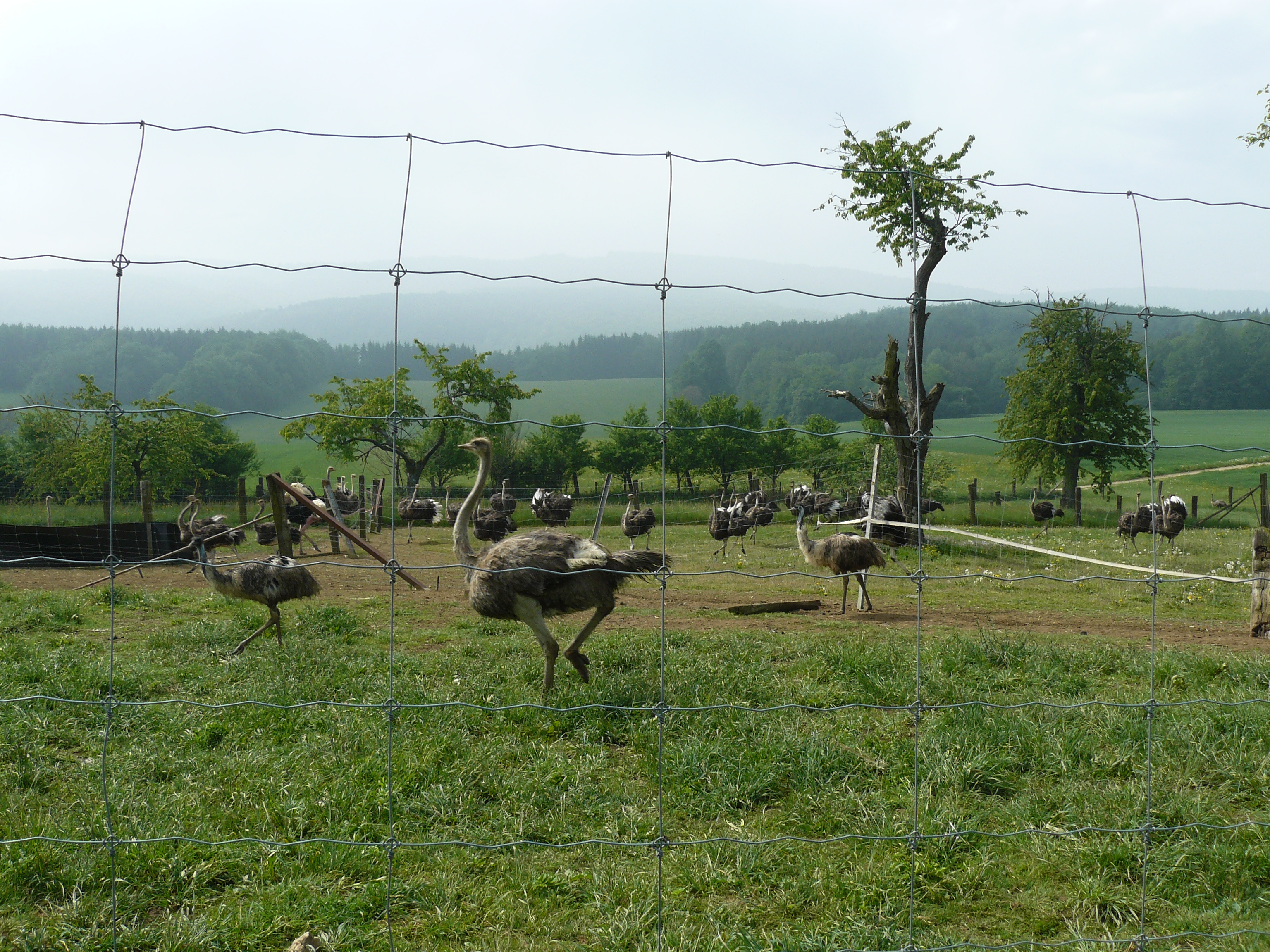
Страусиная ферма